# Conway (Severní Dakota)
Conway je město v okrese Walsh County v Severní Dakotě v USA, bylo založeno v roce 1885. Podle sčítání lidu zde v roce 2010 žilo 23 obyvatel.

## Geografie
Podle Amerického úřadu pro sčítání lidu (United States Census Bureau) má město celkovou rozlohu 0,57 km² (0,22 čtverečních mil).

## Demografie

### Sčítání lidu v roce 2010
Podle sčítání lidu v roce 2010 zde žilo 23 lidí. Ve městě se nacházelo 15 bytových jednotek. Populaci tvořili ze 100 % bělošští obyvatelé.

### Sčítání lidu v roce 2000
Podle sčítání lidu v roce 2000 žilo ve městě 23 obyvatel v 11 bytových jednotkách. Ze 100 % se jednalo o bělochy, jako svůj původ udalo 55,2 % české předky, 31 % předky irské, 31 % norské kořeny, 20,7 % holandské, 6,9 % dánské a stejný počet původ německý a francouzský.

### Sčítání lidu v roce 2020
V roce 2020 byl počet obyvatel 15 a počet bytových jednotek 11. České předky uvádělo 6 obyvatel, tj. 40 %.